# Лейтенант-командер (Велика Британія)
Лейтенант-командер (англ. Lt Cdr) — військове звання старшого офіцерського складу Королівських ВМС Об'єднаного Королівства.  Звання йде перед командером та є старшим за звання лейтенанта.

## Історія
Через меншу кількість рангів ніж у армії, військово-морські сили розділяли звання за старшинство (часом) для досягнення рівноцінності: так лейтенант який не прослужив вісім років отримував дві смужки на шеврон і прирівнювався до звання капітана; лейтенант який прослужив більше восьми років отримував одну тоненьку смужку між двома широкими і прирівнювався до звання майора. Ця практика була скасована у березні 1914 коли було введено звання лейтенант-командера.

## Відзнака

Відзнака звання лейтенант-командера

Відзнакою лейтенант-командера Королівських ВМС є дві середні золоті плетені смужки з однією тонкою смужкою між ними, на синьому/чорному фоні. На верхній смужці є петля які використовується у всіх офіцерських званнях ВМС, окрім звання гардемарина. У ВПС рівноцінним званням є звання сквадрон-лідера.

## Корпус Королівських спостерігачів
Протягом свого існування корпус Королівських спостерігачів використовував звання лейтенант-командера.  Корпус носив уніформу Королівських ВПС, а тому відзнака була така сама як і у сквадрон-лідера окрім тог, що смужки були чорними. До перейменування звання було відомо як лейтенант-спостерігач (першого класу).